# Гејлстаун (Мериленд)
Гејлстаун (енгл. Galestown) град је у америчкој савезној држави Мериленд.

## Демографија
По попису из 2010. године број становника је 138, што је 37 (36,6%) становника више него 2000. године.
| Група             | 2000.       | 2010.       |
| Белци             | 100 (99,0%) | 116 (84,1%) |
| Афроамериканци    | 0 (0,0%)    | 19 (13,8%)  |
| Азијати           | 0 (0,0%)    | 0 (0,0%)    |
| Хиспаноамериканци | 1 (1,0%)    | 1 (0,7%)    |
| Укупно            | 101         | 138         |